# Райс (город, Миннесота)
Райс (англ. Rice) — город в округе Бентон, штат Миннесота, США. На площади 15,8 км² (15,5 км² — суша, 0,3 км² — вода), согласно переписи 2002 года, проживают 711 человек. Плотность населения составляет 45,9 чел./км².
- Телефонный код города — 320
- Почтовый индекс — 56367
- FIPS-код города — 27-53998[1]
- GNIS-идентификатор — 0649962[2]